# 先住アメリカ人の一覧
先住アメリカ人の一覧（せんじゅうアメリカじんのいちらん）は、よく知られた先住アメリカ人の一覧である。この項目に掲載される人物にはヨーロッパ白人およびアフリカ黒人との混血者も含まれる。
凡例： 日本語名 (英語名)

## アメリカ合衆国
アメリカ合衆国に属する先住民族の著名人。

### インディアン
（五十音順）
- アリーヤ - 歌手
- アーサ・キット - 白人、チェロキー族、黒人の混血歌手。
- R・カルロス・ナカイ - ナバホ族とユテ族の混血。インディアンフルート奏者
- R・J・ハリス - カイオワ族。2012年アメリカ合衆国大統領選挙のリバタリアン党候補者の政治家。
- アイラ・ヘイズ - ピマ族。第二次世界大戦・硫黄島の戦いの英雄。
- アフィー・エリス - ナバホ族。女性弁護士及び共和党候補の政治家。
- アメリカン・ホース - 19世紀オグララ・スー族の戦士。
- アラン・ハウザー - チリカワ・アパッチ族。ジェロニモの血を引く彫刻家。
- アンジェリーナ・ジョリー - 女優。
- イーライ・パーカー - 19世紀セネカ族出身の軍人。
- イシ　- 絶滅したヤヒ族最後の一人。「人間」という意味。
- オプラ・ウィンフリー - 米国のテレビショーの人気司会者。
- ヴァネッサ・ハジェンズ - 女優。
- ヴァイン・デロリアJr　-　ナコタ・スー族の作家、詩人、歴史家
- ヴァル・キルマー- 父方の曾祖母がチェロキー、ドイツ、スコットランド、アイルランド、セファルディム、スウェーデン、モンゴル等の混血俳優
- ウイリアム・リースト・ヒート＝ムーン - オーセージ族の作家
- ウィル・サンプソン- 生粋のムスコギー族俳優
- ウィル・ロジャース - チェロキー族俳優
- ウッディ・J・コクラン - チェロキー族。第二次大戦南方部隊の爆撃機パイロット。
- エディ・リトル・スカイ - オグララ・スー族の俳優。
- エルヴィス・プレスリー - チェロキー、アイルランド、ドイツ、ユダヤなどの混血歌手
- ウィノナ・ラデューク - オジブワ族の作家、民主党員
- ウィルマ・マンキラー - チェロキー族オクラホマ支族の前・女性酋長。
- ウェス・ステュディ - チェロキー族の俳優。
- ウォヴォカ -　パイユート族。ゴースト・ダンス教の開祖。
- N・スコット・ママディ - カイオワ族の作家
- オセオーラ -　セミノール族。「セミノール戦争」の英雄。
- オレン・ライオンズ　-　イロコイ連邦のオノンダーガ族の酋長。
- カテリ・テカクィサ - モホーク族。アメリカインディアンで初めてカトリック教会の「聖女」に加えられた女性。
- カミアキン - 19世紀ヤカマ族の酋長
- カリーナ・ロンバード - 女優
- キム・ベイシンガー - チェロキー族、ドイツの混血女優
- キャプテン・ジャック - モードック族の酋長。　本名は「キエントプース」
- キャメロン・ディアス - 女優。一部チェロキー族の系統。
- クアナ・パーカー　-　コマンチ族と白人の混血。コマンチ最後の酋長。本名は「クアナ（香り高い）」
- クエンティン・タランティーノ - 俳優・映画監督。
- クレイジー・ホース - オグララ・スー族の戦士。本名「タシュンケ・ウィトコ（彼の奇妙な馬）」※酋長ではない
- グレッグ・レインウォーター - オセージ族、チェロキー族、アイルランドの混血俳優。
- ケビン・ガバー（kevin gover）　-　ポーニー族、コマンチ族。元BIA（インディアン管理局）副局長（1997～2001年）、現「国立アメリカ・インディアン博物館」館長。
- ケヴィン・コスナー - チェロキー族、ドイツ、アイルランドの混血俳優
- ケビン・ロック - ラコタ・スー族出身のインディアンフルート奏者
- コチーズ　19世紀アパッチ族の酋長。
- コーンプランター - セネカ族の酋長。本名は「カイイエントワ・コーン（コーンを植える人）」
- サカガウィア
- サリ・リチャードソン- 黒人、チェロキー族、アイルランド、イタリアの混血女優
- シアトル酋長
- ジェシ・エド・デイヴィス - 父はコマンチ族、母はカイオワ族のギタリスト
- ジェシカ・ビール
- ジェームス・ブラウン - チェロキー族と黒人の混血歌手
- シェール - 父方アルメニア人、母方混血チェロキー族の歌手、女優
- ジミ・ヘンドリックス - 黒人とチェロキー族の混血ギタリスト、歌手
- ジム・ソープ - ソーク＆フォックス族のプロ野球選手。本名「ワサハク（輝ける道）」
- ジェイ・タバーレ -　ナバホ族、白人、ホワイトマウンテン・アパッチ族の混血俳優。
- ジェラルド・ヴィゼナー - オジブワ族の作家、学者
- ジェロニモ -　アパッチ族のチリカワ族のシャーマン、戦士。本名は「ゴヤスレイ（寝ぼすけ）」
- シャーマン・アレクシー - クーダレン族の作家、映画監督
- ジョー・デ・ラ・クルーズ - ワシントン州クイノールト族の部族議長、運動家。
- ジョーイ・ベラドナ - アメリカ・ニューヨークのヘヴィメタル・バンドアンスラックスのヴォーカリスト
- ジョセフ酋長 - ネ・ペルセ族の酋長。本名は「ヒンマラー・トーヤラケット（山上を響き渡る雷鳴）」
- ジョジョ - 歌手。
- ジョニー・デップ - 白人とチェロキー族の混血俳優。
- スタンド・ワティ - 19世紀チェロキー族の政治家
- ジョン・ウェスト -　ヘヴィメタルバンドアーテンションのヴォーカリスト
- ジョン・オキセンダイン -　ラムビー族。共和党の政治家。
- ジョン・エコーホーク（John E. Echohawk）　- ポーニー族。「インディアン権利基金」事務局長。
- シッティング・ブル - ハンクパパ・スー族の呪い師。本名「タタンカ・イヨタケ（座せる雄牛）」
- ズィットカラ・サ -　19世紀スー族の女性文化人。「赤い鳥」という意味
- スクワント
- サラ・ウィネムッカ - パイユート族。インディアンで初めて英語で本を書いた女性作家
- セコイヤ - チェロキー族の英雄。チェロキー文字を発明した
- ソランジュ・ノウルズ - ビヨンセの妹。
- ダン姉妹 - 西ショーショーニー族。キャリーとメアリーの運動家姉妹。西ショーショーニー族による、「地下核実験に対する国連提訴」の部族代表。
- ダイアナ・ロス - 歌手。
- ダニー・ロペス - ボクサー。ユト族・メキシコ系・アイルランド系の血を引く
- チャールズ・カーティス - フーヴァー大統領の副大統領。カンサ族。
- チャック・ノリス
- チャック・ビリー - 歌手（テスタメントのボーカル）。ポモ族。
- ツー・ムーンズ - シャイアン族の戦士。「リトルビッグホーンの戦い」に参加した。
- ティファニー（歌手）
- ティナ・ターナー - チェロキーと黒人の混血歌手
- デニス・バンクス - チッペワ族。本名は「ナワ・カミック」。「AIM（アメリカインディアン運動）」創始者の一人。
- デガナウィダ
- テクムセ - ショーニー族の酋長、英雄。
- デラノ・カミングス（Delano Cummings） - ベトナム戦争でムーン・ダッシュ戦士と呼ばれたラムビー族の海兵隊員
- トム・コール - チカソー族の血を引く共和党の政治家。
- トニー・ジョー・ホワイト - チェロキーと白人の混血歌手
- ヌガマ酋長 - パイユート族
- バート・レイノルズ - チェロキー、アイルランド、イタリアの混血俳優
- ハイアワサ
- ビッグ・フット - ミネコンジュー・スー族族の酋長のひとり。本名は「シハ・タンカ（膨れた足）」。（→「ウーンデッド・ニーの虐殺」）
- ビリー・ボウレッグス - 19世紀セミノール族の英雄。本名「ソヌク・ミッコ」
- ビリー・ミルズ - オグララ・スー族の長距離走者。「1964年東京オリンピック」金メダリスト
- ピーター・ジョンズ - チペワ族。インディアン初のキリスト教宣教師
- ピート・ウェンツ - フォール・アウト・ボーイのベースギタリスト。ドイツ人とインディアンの混血の父とハワイ原住民の母を持つ。
- ビル・ミラー - モヒカン族のミュージシャン
- ビヨンセ
- ファーギー
- ブライアン・アキパ（Bryan Akipa） - ダコタ・スー族。インディアンフルート奏者
- ブラック・エルク　-　シャイアン族戦士。「リトルビッグホーンの戦い」の生き証人。
- ブラック・ホーク - 19世紀ソーク族の大酋長。本名「マカタイメシェキアキアク」
- フロイド・レッド・クロウ・ウェスターマン - ダコタ・スー族の民族運動家、俳優、声優、音楽家。
- プロフィット - ショーニー族の英雄。本名「テンスクワタワ」
- ブレント・マイケル・ダーヴィッツ（Brent Michael Davids） - ストックブリッジ・マヒカン族。作曲家。
- ベン・ナイトホース・キャンベル - シャイアン族。インディアン初の上院議員。
- ヘンリー・ベリー・ローリー - ラムビー族とタスカローラ族から「インディアン・ロビン・フッド」 と呼ばれた英雄
- ポカホンタス
- ポンティアック酋長
- マイケル・フォレスト - スー族とオジブワ族の血を引く俳優・声優
- マイケル・フランティ - 黒人とアイルランド人とドイツ人とインディアンの混血歌手
- マイリー・サイラス - 一部チェロキー。
- マサソイト - ワンパノアグ族の偉大な酋長
- マリア・トールチーフ - オーセージ族。バレリーナ。インディアン初のプリマドンナ
- マンディ・ムーア
- ミーガン・フォックス - インディアンとフランス・アイルランドの混血。アメリカ合衆国の女優、ファッションモデル。
- ミッキ・フリー - コマンチ族・チェロキー族ギタリスト、歌手
- ミルズ・ブレナン （Mills Brennan） - マチュピー・ワンパノアグ族。インディアンフルート奏者
- メアリー・クロウドッグ - スー族とフランス白人の混血作家、活動家。レオナルド・クロウドッグの妻。
- メタコメット（フィリップ王） - ワンパノアグ族の酋長。フィリップ王戦争の中心人物。
- ラッセル・ミーンズ-　オグララ・スー族。AIM（アメリカインディアン運動）の活動家、俳優。
- ラナルド・マクドナルド-　チヌーク族とスコットランド系の混血。日本初の母語話者の英語教師。
- リー・ブライトマン(Lee Brightman) - オグララ・スー族の大学教授。AIM（アメリカインディアン運動）の運動家。
- リヴ・タイラー - 女優 （一部チェロキー）
- リタ・クーリッジ - チェロキー族の血を引く歌手。姉・姪とともにチェロキー族の伝統を前面に出したユニット「Walela」を結成している。
- リトル・タートル - 18世紀マイアミ族の酋長
- ルイーズ・アードリック - オジブワ族の作家
- レイン・イン・ザ・フェイス - 19世紀ダコタ・スー族の戦士。本名「イトナガジュ」
- レオナルド・クロウドッグ - 現役のシチャング・スー族の呪い師
- レッド・クラウド　-　オグララ・スー族の部族員。本名「マアピヤ・ルタ（赤い空）」※酋長ではない
- レッド・ジャケット - 19世紀セネカ族の酋長。本名「サゴウェワサ」
- レナード・ペルティエ -　オグララ・スー族。AIM（アメリカインディアン運動）メンバー。本名「グワジイーラス」。無実の罪で1975年より終身服役中。
- ロビー・ロバートソン - モホーク族と白人の混血ミュージシャン
- ロニー・スペクター - 白人、チェロキー族、黒人の混血歌手、ロネッツ
- ロバート・ラウシェンバーグ- ドイツ系とチェロキー族の混血画家。
- ローガン酋長 - ミンゴ族の酋長。
- ローゼン -　ジェロニモと同時代のアパッチ族女戦士。
- ローナ・マクネイル - ラムビー族。「ミス・ノースカロライナ州」
- ロスト・バード - ウンデット・ニーの虐殺の生き残りの赤ん坊。ミネコンジュー・ラコタ族の女性
- ロボ - フォーク歌手。「片思いと僕」(1972)などがヒットした。
- リトル・クロー - 19世紀ダコタ・スー族の酋長。本名「タオヤテドゥタ」
- ワード・チャーチル - ムスコギー族とチェロキー族の血を引く活動家。元コロラド・ボールダー大学教授。
- ワン・ブル(One Bull) - ハンクパパ・スー族の戦士。「リトルビッグホーンの戦い」でカスター中佐を殺したのではないかと言われている一人

### アメリカ領サモアおよびハワイ諸島
- カメハメハ1世 - ハワイ王国の初代国王
- リリウオカラニ - ハワイ王国最後の王
- 高見山大五郎 - マウイ島出身の力士。出生名「ジェシー・ジェームス・ワイラニ・クハウルア」
- 小錦八十吉 - サモア系ハワイ先住民の力士。出生名「サレバ・ファウリ・アティサノエ」
- 曙太郎 - オアフ出身の力士。出生名「チャド・ローウェン・ジョージ・ハヘオ」
- 武蔵丸光洋 - 東サモア出身の力士。出生名「フィヤマル・ペニタニ」
- エニ・ファレオマバエガ - アメリカ領サモア出身の政治家。
- トギオラ・タラレレイ・A・トゥラフォノ - アメリカ領サモア知事。
- トニー・ソレイタ　-　日本でも活躍したアメリカ領サモア出身の野球選手。
- ピーター・メイビア　-　日本でも活躍したアメリカ領サモア出身のプロレスラー。
- デューク・カハナモク　-　オリンピック(ストックホルム・アントワープ)金メダリスト(競泳)、サーファー
- イズラエル・カマカヴィヴォオレ　- 歌手。1995年のアルバム「E Ala E」に収録されている「Tengoku Kara Kaminari」では、高見山を除く上記の力士の名前が歌詞に織り込まれている。
- ダニエル・アカカ　- 元アメリカ上院議員(民主党)。父方祖父が中国生まれ(英語版記事より)の4分の3ハワイ先住民。
- Bro.TOM - 歌手・俳優・タレント。父親が中国人の血も引くハワイ先住民。

### アラスカ
- アイリーン・ビダード - エスキモーの女優
- エリザベス・ペラトロビッチ - トリンギット族インディアンの運動家
- トッド・ペイリン - ユピク族エスキモー。白人政治家のサラ・ペイリン（共和党、元アラスカ州知事）の夫。
- ネビロ - ビーバー村創設者フランク安田の妻。イヌピアック・エスキモー。
- ノラ・マルクス・ダウエンハウアー - トリンギット族の作家
- マリー・スミス・ジョーンズ - イヤック族のイヤック語の最後の話者。
- ハワード・ロック - エスキモーの芸術家、活動家
- ワシラ酋長 - デナイナ族の酋長。

### マリアナ諸島
- ガダオ - グアムの伝説的大酋長
- マタ・パン - グアムの先住民チャモロ族の大酋長
- フラオ - チャモロ族の酋長。反スペイン抵抗戦の英雄

## カナダ
カナダ（北アメリカ大陸北部）出身の先住民族の血を引く著名人。
- アダム・ビーチ - 俳優
- ゲイリー・ファーマー (Gary Farmer) - 俳優、映画監督
- グラハム・グリーン (Graham Greene) - 俳優
- トムソン・ハイウェー (Tomson Highway) - 劇作家、作家、子役
- ルイ・リエル - 「マニトバ州の父」でフランス人とオジブワ族などの血を引くメティ
- バフィ・セント＝マリー (Buffy Sainte-Marie) - フォークシンガー、作曲家。クリー族の出自で、幼児期よりアメリカで ミクマク 族の家庭の養子として育つ
- マシュー・クーン・カム (Matthew Coon Come) - 「ファーストネイション集会 (Assembly of First Nations)」 の議長
- Stephen Kakfwi - ノースウェスト準州首相
- ポール・オカリック (Paul Okalik) - ヌナブト準州首相
- ハロルド・カーディナル - クリー族。

## カリブ海
- アゲイバナ - スペイン人を神と思い込んでいたタイノ族の酋長(Agüeybaná and Agüeybaná II)
- アダム・サンドフォード - ドミニカ国出身のカリブ族のクリケット選手。
- アトゥエイ - スペインのコンキスタドールに対して抵抗運動したタイノ族の酋長(Hatuey)
- アラシボー - プエルトリコのタイノ族の酋長
- アナカオーナ - 黄金の花と呼ばれたハイチのタイノ族の女酋長(Anacaona)
- エンリキージョ - スペイン人に抵抗運動したタイノ族(Enriquillo)
- ガーネット・ジョセフ - 現ドミニカ国のカリブ族酋長
- ジェイコブ・フレデリック - ドミニカ国のカリブ族出身の芸術家
- ジュマカオ - プエルトリコのタイノ族の酋長の1人
- ハユヤ
- ヒラリー・ベルグレーブ・フレデリック - ドミニカ国の女性のカリブ族酋長

## メキシコ
- モクテスマ2世 - アステカ9代国王
- クィトラワク - アステカ10代国王
- クアウテモック - アステカ11代国王
- マリンチェ - エルナン・コルテスの通訳・参謀・愛人
- ベニート・フアレス - メキシコの大統領。サポテカ人。
- フベンティーノ・ローサス - ワルツ「波濤を越えて」Sobre las olas　の作曲者　オトミ人
- フリーダ・カーロ - 画家。メスティーソ（父方ユダヤ人、母方インディオ）
- ラモナ司令官 (Comandante Ramona) - サパティスタ民族解放軍の指導者
- アルマンド・マンサネーロ - 「アドロ」作曲で知られる作曲家・歌手。マヤ人の子孫
- ルフィーノ・タマヨ - 画家・サポテカ人の子孫。

## グアテマラ
- ミゲル・アンヘル・アストゥリアス - ノーベル文学賞作家。
- リゴベルタ・メンチュウ - 市民運動家。ノーベル平和賞受賞者。

## ホンジュラス
- レンピーラ - 植民地時代の反乱の指導者。現ホンジュラスの通貨の名前の基になっている。
- アウレリオ・マルティネス -ミュージシャン、政治家。ガリフナ人。

## ベネズエラ
- グアイカイプーロ - スペインの征服者に対して抵抗したテケス人の酋長。
- パトリシア・ヴェラスケス - モデル・女優。ワユー人。

## ペルー
- 歴代インカ皇帝 - タワンティンスーユの指導者。
- エルナン・インカ・ガルシラソ・デ・ベガ - 16～17世紀に活躍した作家。
- ホセ・ガブリエル・コンドルカンキ - トゥパク・アマルー2世とも。メスティーソ。インカ皇帝の子孫。植民地時代の反乱の指導者。
- アントニオ・パントーハ - 音楽家。ケーナ奏者。
- アレハンドロ・トレド - チョロ。大統領（2001-2006）。
- マリオ・バルガス＝リョサ - ノーベル文学賞作家。

## ボリビア
- フリアン・アパサ - トゥパク・カタリとも。植民地時代の反乱の指導者。
- ワンカール - 作家。インディオ中心主義のイデオローグ。
- フェリペ・キスペ - 政治家。インディオ運動家。アイマラ人。
- エボ・モラレス - ボリビア史上初めてインディオであることをアイデンティティにしながら当選したボリビア大統領。アイマラ人。

## ブラジル
- アイルトン・クレナック - 市民運動家。シャヴァンテ人
- ムサベリとエランデ兄弟 - ギタリスト。ブラジル北部タバハラス族の酋長ミタンガの三男と四男で、「ロス・インデオス・タバハラス（Los Indios Tabajaras）」の名で活動

## アルゼンチン
- フアン・デ・ディオス・フィリベルト - タンゴの作曲家。マプーチェ人の子孫。
- フアン・ペロン - 在位期間第一位のアルゼンチン大統領。家系調査でインディアンの子孫と判明している。
- アタウアルパ・ユパンキ - ケチュア系の子孫ということを公言している。アルゼンチンのフォルクローレの第一人者。
- メルセデス・ソーサ - ディアギータ系の子孫、アルゼンチンのフォルクローレの著名度が高い女性
- ベアトリス・ピチ・マレン - 音楽家。マプーチェ人の音楽演奏の第一人者。

## チリ
- ラウタロ - スペイン人の征服者ペドロ・デ・バルディビアを処刑し、アラウコ戦争を戦ったマプーチェ人の指導者
- カウポリカン - アラウコ戦争を戦ったマプーチェ人の指導者
- エリクラ・チウアイラフ - 詩人。マプーチェ人。